# Rutstroemia chamaemori
Rutstroemia chamaemori är en svampart som tillhör divisionen sporsäcksvampar och som beskrevs av Lennart Holm och Kerstin Holm. 
Rutstroemia chamaemori ingår i släktet Rutstroemia och familjen Rutstroemiaceae. Arten är reproducerande i Sverige.